# 乔楼乡
乔楼乡，是中华人民共和国河南省商丘市宁陵县下辖的一个乡镇级行政单位。

## 行政区划
乔楼乡下辖以下地区：
白庄村、郑洼村、孟老家村、吴楼村、孟花庄村、吴庄村、王庄村、刘川村、许庄村、双阁村、李集村、秦祖师庙村、乔楼村、王老家村、八里曹村、程庄村、曹集村、王店村、畅店村、齐王庄村、张大庄村、吕庄村、魏寨村、翟庄村、李佰引村、贾楼村、黄楼村、李新庙村和三张村。